# Scampolo (film 1941)
Scampolo è un film del 1941 diretto da Nunzio Malasomma.

## Trama
L'ingegner Tito Sacchi vive in una pensione con la sua amante, in piene ristrettezze economiche. Ma un giorno l'uomo incontra una ragazza che lavora in stireria, che gli porta la biancheria, e dalla quale rimane colpito.
Dopo aver vinto un concorso, il giovane ingegnere lascia la pensione e liquida pure la sua amante dal brutto carattere, e si trasferisce in un comodo appartamento, dove lo raggiunge la stiratrice innamorata di lui.
La coppia lascia poi Roma per andare a trasferirsi in Sardegna, dove lui ha trovato lavoro.

## Produzione

### Cast
Il film si ricorda soprattutto per l'interpretazione di Lilia Silvi, che si conferma attrice versatile e completa, regalandoci una delle sue migliori prove d'attrice. Inoltre, come lei stessa ha raccontato nel documentario In arte Lilia Silvi di Mimmo Verdesca, era il ruolo che ha amato di più.